# Чорновіл В'ячеслав Максимович
В'ячесла́в Макси́мович Чорнові́л (24 грудня 1937, смт Єрки, Катеринопільський район, Київська область (нині Черкаська область), Українська СРСР — 25 березня 1999, Бориспіль, Київська область, Україна) — український політик, громадський діяч, публіцист, літературний критик, народний депутат України I—III скликань (1990—1999), діяч руху опору проти зросійщення та національної дискримінації українського народу, політичний в'язень СРСР. Провідник українського національно-демократичного визвольного руху кінця 80-х — 90-х років; другий голова Народного руху України (1992—1999). Герой України (2000, посмертно), кавалер ордена князя Ярослава Мудрого V ступеня, лауреат Міжнародної журналістської премії імені Ніколаса Томаліна (1975) та Національної премії імені Тараса Шевченка (1997).
Ініціатор проголошення Декларації про державний суверенітет України 16 липня 1990 року та Акту проголошення Незалежності України 24 серпня 1991 року.
Разом з іншими діячами започаткував в Україні національно-визвольний рух шістдесятників та дисидентів. Засновник та головний редактор підпільного українського часопису «Український вісник». Член Української Гельсінської групи. Один з ініціаторів створення Української Гельсінської спілки. Кілька разів ув'язнений за «антирадянську агітацію та пропаганду» (1967—1969, 1972—1979, 1980—1988). Перебував у мордовських таборах суворого режиму та на засланні. Сумарно пробув у неволі 17 років. У 1990–1992 роках — голова Львівської обласної ради. Народний депутат України з березня 1990 р.
Кандидат у Президенти України на виборах 1991 р. (2 місце, 7 420 727 голосів або 23,27 %). З 1992 року і до смерті 1999 р. — голова Народного Руху України. З жовтня 1991 р. — Гетьман українського козацтва. З 1995 року — член української делегації в Парламентській Асамблеї Ради Європи.
Тричі одружений. З першою дружиною — Іриною Брунець — мав сина Андрія, від другої — Олени Антонів — Тараса. Третьою дружиною стала відома дисидентка Атена Пашко, дітей в шлюбі не було.
Загинув 25 березня 1999 року в автокатастрофі на шосе під Борисполем. Дехто (наприклад, син політика Тарас) вважає загибель Чорновола умисним вбивством.
Похований у Києві на Байковому кладовищі на центральній алеї. У похороні взяли участь сотні тисяч людей.

## Дитинство та юність

В'ячеслав з батьками та сестрою Валентиною

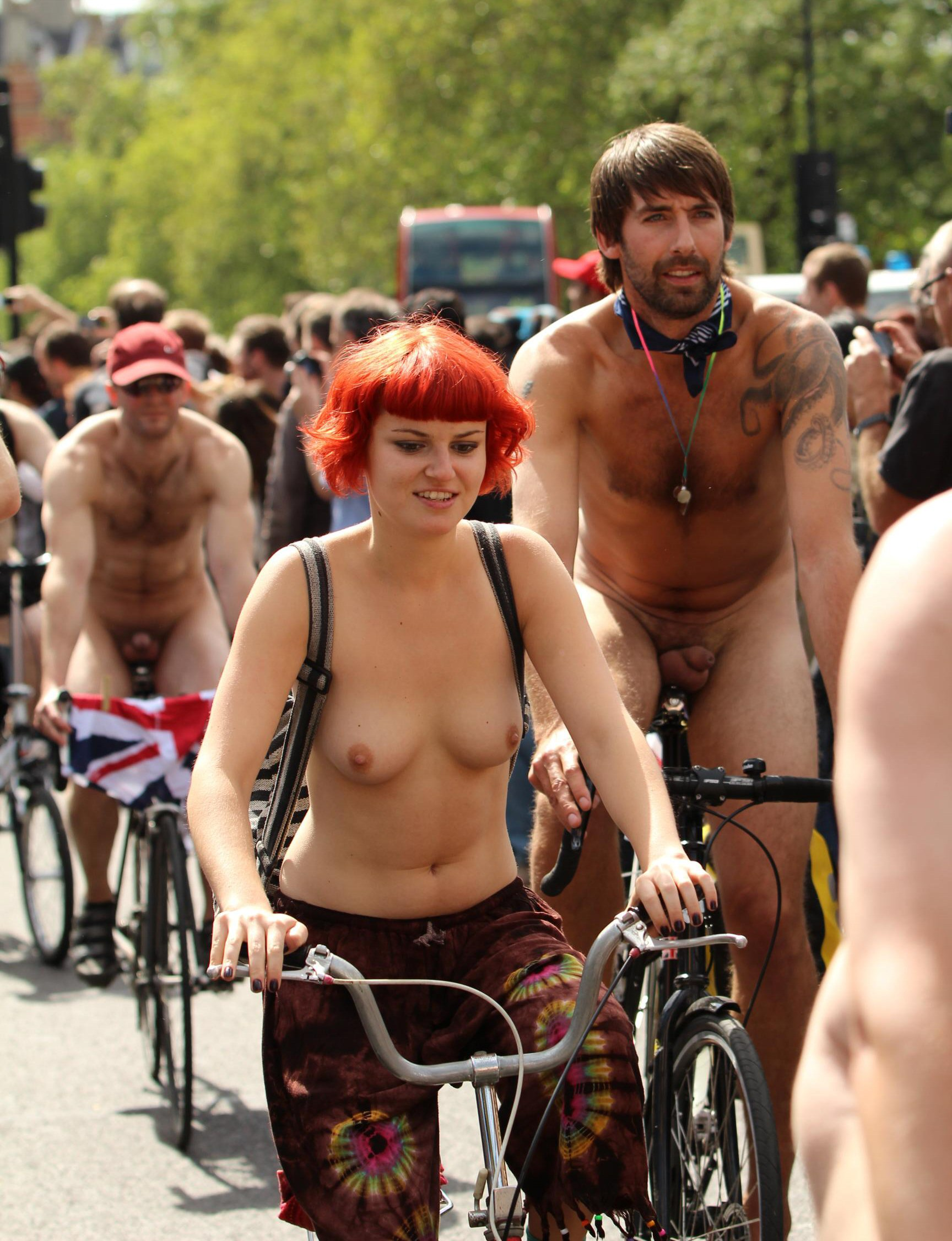
Студент Київського державного університету імені Шевченка

Народився 24 грудня 1937 року в селі Єрки Катеринопільського району, тоді Київської області в сім'ї вчителів.
Батько — Максим Йосипович — походив з давнього козацького роду Чорноволів. Хоча в сільській місцевості не надавали особливого значення родоводам, історична пам'ять сім'ї сягала кількох поколінь — до часів остаточного закріпачення козаків, коли уярмлене село Вільхівець покинув бунтівний Стратін Чорновіл і, пройшовши життєвий шлях аналогічний до Миколи Джері з повісті Нечуя-Левицького, осів у вільній Юрківці (обидва села на Шевченковій Звенигородщині).
Мати — Килина Харитонівна Терещенко — належала до одного з відгалужень славного роду цукрозаводчиків і меценатів Терещенків. У Вільхівці пройшли дитячі та юнацькі роки В'ячеслава та його старшого брата Бориса (нині покійного) й молодшої сестри Валентини. Тепер у Вільхівці з роду Чорноволів не залишилося нікого, лише нагадують про давніші покоління деякі топоніми: куток Чорноволи й Чорноволівський ліс.
У радянські часи родина Чорновола зазнала переслідувань від комуністичного тоталітарного режиму. 1937 року було заарештовано рідного батькового брата Петра Йосиповича Чорновола, який не повернувся з ув'язнення. Зазнавав переслідувань і батько. Сім'ї доводилося переїжджати з села в село, міняючи місце роботи.
В'ячеслав Чорновіл до школи пішов 1946 року відразу до 2-го класу (читав з чотирирічного віку).
1955 року закінчив Вільховецьку середню школу із золотою медаллю і того ж року вступив до Київського державного університету імені Тараса Шевченка на філологічний факультет, а з 2-го курсу перевівся на факультет журналістики, де на той час виконував обов'язки декана земляк В. Чорновола Матвій Шестопал. Уже в університеті мав неприємності за свої погляди, з чим пов'язана майже річна перерва в навчанні 1958 року (узявши річну відпустку, їздив на будівництво домни в Маріуполі, де працював спочатку теслярем, потім — у виїзній редакції газети «Київський комсомолець»). У студентські роки вже багато писав до газет. Протягом місяця склав усі пропущені сесії й 1960 року закінчив університет з відзнакою. Захистив дипломну роботу на тему «Публіцистика Бориса Грінченка», ще донедавна забороненого письменника.
З липня 1960 до травня 1963 року В'ячеслав Чорновіл працював на Львівській студії телебачення спочатку редактором, потім — старшим редактором передач для молоді.
Почав виступати як літературний критик, досліджуючи творчість Т. Шевченка, В. Самійленка, Б. Грінченка.
У травні 1963 року переїхав до Києва, щоб продовжити наукову роботу з історії української літератури. Відтоді до вересня 1964 року працював на будівництві Київської ГЕС і жив у Вишгороді.
1964 року склав кандидатський мінімум, пройшов за конкурсом до аспірантури Київського педінституту, але не був допущений до навчання через політичні переконання. Це стало перешкодою до захисту вже майже готової дисертації про публіцистичну творчість та громадську діяльність Б. Грінченка.

## Громадська діяльність та три ув'язнення (1960-ті— 1985)

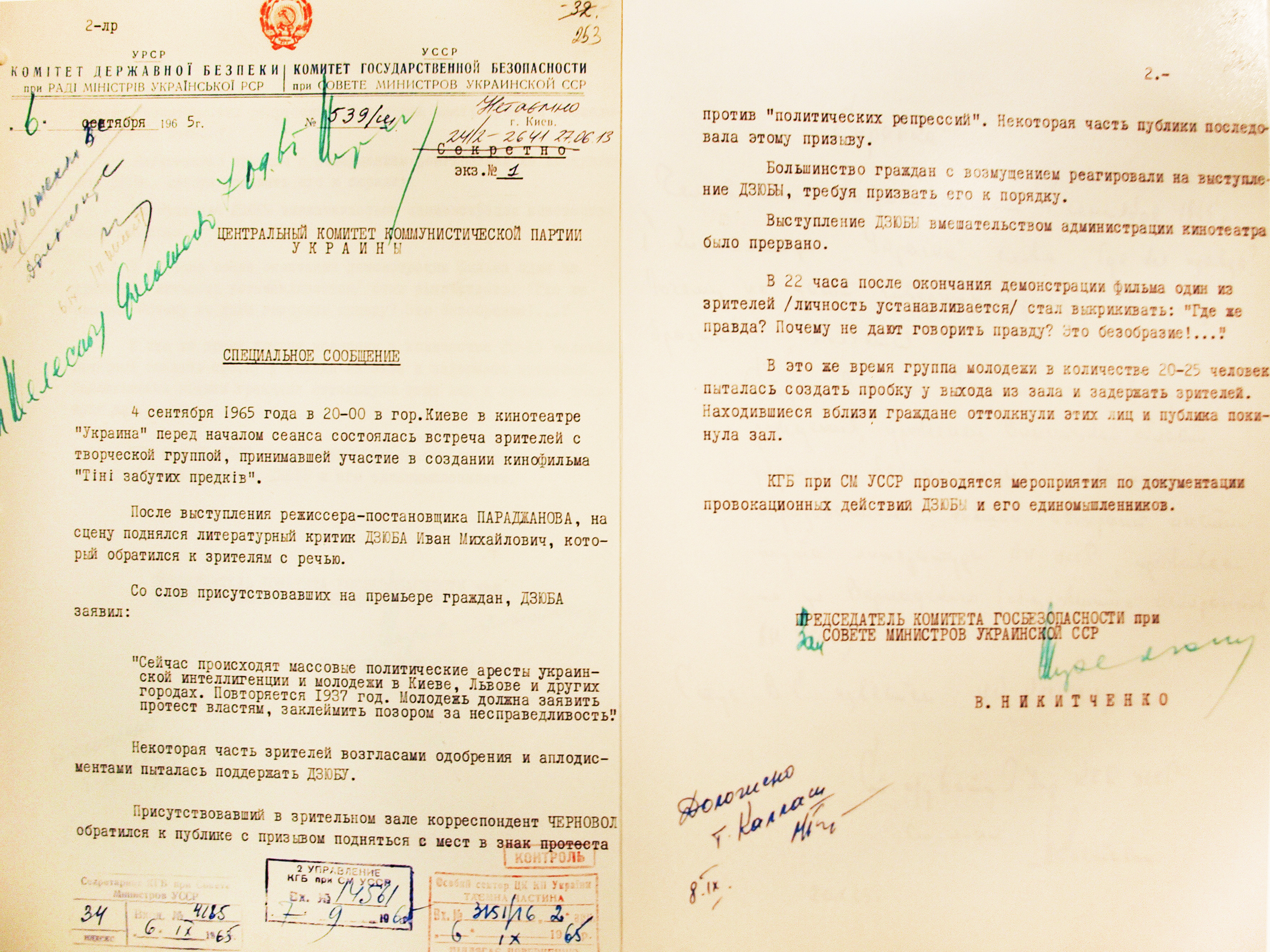
Спецповідомлення КДБ про проведення політичної акції під час прем'єри фільму «Тіні забутих предків», 1965 р.

Фото Чорновола, заарештованого КДБ під час операції «Блок». 12 січня 1972 року

Започаткував в Україні національно-визвольний рух шістдесятників разом з Іваном Світличним, Іваном Дзюбою, Євгеном Сверстюком, Василем Стусом, Ігорем та Іриною Калинець, Аллою Горською, Миколою Плахотнюком, Леонідом Танюком, Галиною Севрук та ін. В'ячеслав Чорновіл був одним з найяскравіших організаторів та активістів цього руху, що в 1960 — 1970-ті роки протистояв тоталітарному режимові, виступав за відродження України, її мови, культури, духовності, державного суверенітету. Брав активну участь у діяльності Київського клубу творчої молоді (КТМ).
4 вересня 1965 року виступив разом з Іваном Дзюбою та Василем Стусом у кінотеатрі «Україна» на прем'єрі фільму Параджанова «Тіні забутих предків» з протестом проти арештів української інтелігенції. Цю демонстрацію розглядають як першу акцію відкритого протистояння тоталітарній владі, хоча ще 8 серпня Чорновіл виголосив гостру антикомуністичну промову на відкритті пам'ятника Шевченкові в с. Шешори на Гуцульщині.
Після виступу його звільняють з роботи, викликають на допити, проводять обшуки.
В той таки час В. Чорновіл самостійно та у співавторстві пише ряд документів правозахисного й антишовіністичного характеру: відкритий лист від 15 вересня 1965 року до ЦК компартії й комсомолу України, статті «З приводу процесу над Погружальським», «В шовіністичному зашморзі», «12 запитань до тих, хто вивчає суспільствознавство» тощо. Того ж місяця за участь у правозахисному русі звільнений з роботи в газеті «Молода гвардія». Тоді ж улаштовується літпрацівником у газеті «Друг читача».

### Репресії
За відмову давати свідчення на закритому суді братів Горинів В. Чорновола засудили до трьох місяців примусових робіт.
Репресії лише посилювали в ньому силу опору: звільнення з роботи прискорило працю над документальним дослідженням «Правосуддя чи рецидиви терору?» (травень 1966 року). Наступний вирок 15 листопада 1967 року Львівського обласного суду — жорстокіший: 3 роки ув'язнення в таборах суворого режиму. Причиною і цього разу виявилася журналістика: В'ячеслав Чорновіл уклав документальну збірку «Лихо з розуму» (Портрети двадцяти «злочинців»), де подав матеріали про арештованих 1965 року шістдесятників. Після того, як книжку було надруковано за кордоном, міжнародна громадськість піднесла голос на захист ув'язнених. Отож дехто з тоді арештованих завдячує Чорноволові життям.
За свої книжки Чорновіл став лауреатом премії для найкращих журналістів світу, що боронять права людини; а від Радянського Союзу отримав нове тюремне ув'язнення.
Після звільнення 1969 року з великими труднощами вдалося влаштуватися на роботу. З 1970 року В'ячеслав Чорновіл працював спостерігачем метеостанції в Закарпатті, землекопом археологічної експедиції в Одеській області, вагарем на станції Скнилів у Львові, з 1971 року — у Львівському відділенні Українського товариства охорони природи.

### Український вісник

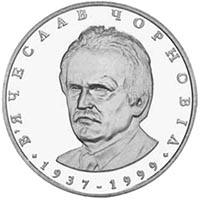
Ювілейна монета 2 гривні, присвячена В'ячеславові Чорноволу

1970 року Чорновіл у Львові починає випуск підпільного журналу «Український вісник», в якому друкує матеріали самвидаву, хроніку українського національного спротиву. Він — його організатор, редактор і видавець. Журнал стає справжнім рупором демократії та національної свідомості у підрадянській Україні. У видавництві Чорноволові допомагає його найближче у Львові оточення: Ігор та Ірина Калинці, Ярослав Дашкевич з дружиною Людмилою Шереметьєвою, Ярослав Кендзьор. У часопису друкуються статті та твори також Василя Симоненка, Василя Стуса, Івана Світличного, Івана Дзюби, Євгена Сверстюка та ін.

### Ув'язнення та заслання (1972—1979 та 1980—1985)
Під час відомої загальноукраїнської «зачистки» 1972 року його арештовують знову — попереду суд і вирок: 6 років таборів і три роки заслання. Це знову суд над журналістом, суд над Словом: Мордовія, Якутія, Чаппанда, боротьба за статус політв'язня, підпільна публіцистика й новий, ще потужніший виток спротиву. Відбував термін у мордовських таборах для політв'язнів ЖХ-385/17-А (с. Озерне) і ЖХ 385/3 (с. Барашево). В. Чорновіл був організатором і учасником численних акцій протесту, голодувань, виснажливої боротьби за статус політв'язня. Понад половину терміну провів у ШІЗО (штрафний ізолятор) і ПКТ (приміщення камерного типу).
Разом з Борисом Пенсоном В'ячеслав Чорновіл написав книгу «Хроніка таборових буднів» (1975), яку було нелегально передано з табору за кордон і опубліковано 1976 року в журналі «Сучасність». На початку 1978 року був відправлений етапом на заслання в с. Чаппанду (Якутія), де працював чорноробом у радгоспі, пізніше в Нюрбі — постачальником. Там написав брошуру про боротьбу за статус політв'язня в таборах (1977—1978) під назвою «Тільки один рік». Від рукопису, переданого за кордон, відновлено тільки фрагменти. 1978 року прийнятий до міжнародного ПЕН-клубу.
22 травня 1979 року Чорновіл став членом Української Гельсінської групи.
У квітні 1980 року знову заарештований на засланні за сфабрикованим звинуваченням (фактично — за опозиційні виступи та за участь у Гельсінській групі). Тримав 120-денне голодування протесту. В останньому слові на суді В'ячеслав Чорновіл звинуватив КДБ і міліцію у фальсифікації та закликав суд не брати участі в змові. Був засуджений на п'ять років позбавлення волі. 1983 року звільнений за протестом прокурора Якутії без права виїзду в Україну. Працював кочегаром на заводі будівельних матеріалів у місті Покровську.

## Участь у національно-визвольному русі (1985—1991)
У травні 1985 року В'ячеслав Чорновіл повернувся в Україну. Зміг улаштуватися на роботу у Львові тільки кочегаром у Міськрембудтресті та школі-інтернаті. Відновив активну політичну діяльність. Восени 1988 року разом з Михайлом Горинем дав інтерв'ю закордонній журналістці Марті Коломиєць, у зв'язку з чим влада розгорнула кампанію за випровадження їх з СРСР. Чорновіл і Горинь звернулися до урядів усіх держав, щоб їх не приймала жодна країна. Тоді ж звільнений з роботи з політичних мотивів.
Улітку 1987 року В. Чорновіл відновив видання «Українського вісника», редактором та автором якого був протягом двох років.
6 вересня 1987 року у Львові створена «Українська ініціативна група за звільнення в'язнів сумління». До її складу увійшли Михайло Горинь (голова), Василь Барладяну, Іван Гель, Зорян Попадюк, Степан Хмара, В'ячеслав Чорновіл . 11 березня 1988 року з Максимом Горинем і Зеновієм Красівським підписав Звернення до української та світової громадськості про відновлення діяльності УГГ.
Навесні-влітку 1988 року Львів, а за ним і всю Україну сколихнули перші політичні мітинги. В'ячеслав Чорновіл, співорганізатор і неповторний оратор усіх акцій протесту, підсумував цей період відомою статтею «10 днів, які сколихнули Львів». У цей час поряд з поважним аналітичним виданням «Український вісник» В'ячеслав Чорновіл започатковує оперативне інформаційне видання «Експрес-випуск „Українського вісника“», номери якого розходилися рекордними для самвидаву тиражами.
Нарощуються контакти з національно-визвольними рухами інших поневолених народів СРСР. У червні 1988 року у Львові за ініціативи В. Чорновола проходить міжнаціональна нарада, на якій присутні представники України, Естонії, Литви, Грузії й Вірменії.

### Українська Гельсінська Спілка
Наприкінці червня 1988 року стає ініціатором та ідейним натхненником створення Української Гельсінської спілки — першої в Україні опозиційної до радянської влади політичної організації. Вперше про цю ідею публічно оголосив під час підсумкового засідання другого дня консультацій Міжнародної антикомуністичної наради й, не задумуючись, сформулював основні програмні положення майбутньої партії, які пізніше лягли в «Декларацію принципів УГС».
7 липня 1988 року на 50-тисячному мітингу у Львові Чорновіл офіційно оприлюднив Декларації принципів Української гельсінської спілки, співголовою якої став. УГС стала першою в Україні відкритою опозиційною КПРС організацією партійного типу. В'ячеслав Чорновіл був одним з трьох робочих секретарів, потім членом виконкому УГС, очолював пресову службу — написав і відредагував понад сто листів пресслужби УГС, які оперативно, у день виходу, передавалися по радіо «Свобода», а також розповсюджувалися самвидавом.
В. Чорновіл також не наполягав на праві керівництва, тому став лише співголовою, посаду голови залишивши Л. Лук'яненку, що призвело до перетворення її в Українську республіканську партію, в члени якої Чорновіл перереєструватися відмовився. Загалом короткий період існування УГС був для нього насичений подіями й політичною діяльністю. Він бере участь у численних мітингах (за один з них його, фактично викравши, садять на 15 діб аж у Золочівському райвідділі міліції, приховуючи навіть від родичів інформацію про місце утримання), форумах, інших політичних акціях. І, звичайно ж, багато пише.

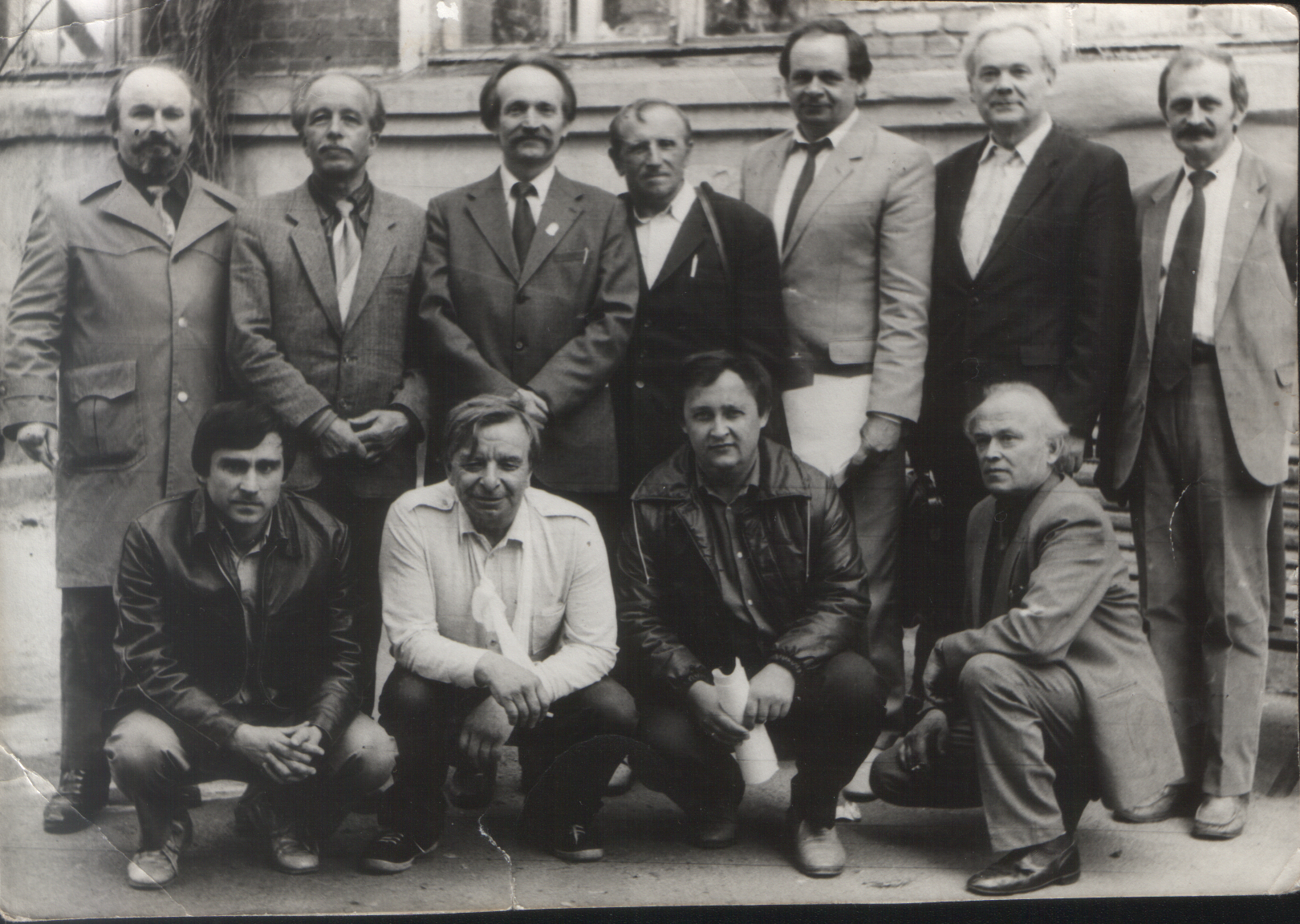
Члени Донецької обласної філії Української Гельсінської спілки. 1989 рік. Третій ліворуч у другому ряду В. Чорновіл.

4 серпня 1988 у Львові біля Львівського державного університету імені Івана Франка відбувся несанкціонований мітинг, на який зібралося декілька тисяч осіб. Газета «Вільна Україна» писала, що правоохоронні органи вжили оперативних заходів до його припинення. Особи, які порушували громадський порядок і виявили непокору працівникам міліції, затримані, ведеться розслідування. Фактично ж цього дня, як відзначалось у протестній телеграмі Виконавчого комітету Української Гельсінської спілки, надісланій 6 серпня 1988 р. Михайлу Горбачову, "органи міліції КДБ, шоста рота спеціального призначення жорстоким і цинічним способом розігнали мітинг біля Львівського університету. На людей нацьковували собак, їх тягли до машин за волосся й ноги. Багатьох били, в тому числі жінок і підлітків. Василь Берладяну, Богдан Горинь, Михайло Горинь, Олесь Шевченко, В'ячеслав Чорновіл, які підписали телеграму за дорученням виконавчого комітету УГС, вимагали «притягнення до відповідальності винуватців антидемократичного погрому». Цей день увійшов в історію Львова, як «кривавий четвер».

### Народний Рух України
Від часу створення (8—10 вересня 1989 року) Народного Руху України (НРУ) — член Руху та його Великої Ради, з березня 1992 — співголова, а з грудня 1992 року — голова НРУ. Ось як про цей час згадував сам В'ячеслав Чорновіл:
«Ідея створення Руху виникла спонтанно, вона йшла знизу. Прийшов час „розвалу імперії“, так званої перебудови. Він закликав низи до дії, а серед інтелігенції, колишніх політв'язнів, політичних діячів виявилися люди, які вирішили очолити цей рух. Я пригадую, як 17 вересня 1989 року ми вивели на вулиці Львова 200—250 тис. осіб. Це була природна потреба різко змінити ситуацію, яка на цей момент склалася в країні: ішло розвалювання комуністичної системи, дуже активізувалися народні маси, і це треба було оформити. Перша спроба створити у Львові „Демократичний фронт сприяння перебудові“ була літом 1988 року, але нас тоді розігнали собаками й ОМОНом. Наприкінці 1988 року, зайнявши національно-патріотичні позиції, нашу ідею підтримала більшість членів Спілки письменників України. Завдяки цьому нам легше було захищатися від свавілля влади. Ми змогли виголосити програмні положення НРУ. Почалося інтенсивне зростання організацій Народного Руху в областях. У вересні 1989 року відбулися установчі збори НРУ. 1993 року НРУ був перереєстрований на політичну партію, бо, будучи громадсько-політичною організацією, ми не могли брати участь у виборах.» 
На думку Чорновола УГС мала виконати ту ж роль, що й Народні фронти у балтійських республіках. До перших рухівських структур Чорновіл ставився з певною пересторогою, хоча й запропонував делегувати від УГС в ініціативну групу Львівського Руху Михайла Гориня і регулярно йшов на відверті дискусії. Починаючи з установчого з'їзду, В. Чорновіл — член Великої Ради Руху. Водночас невдовзі після проголошення Незалежності України вважав основне призначення Руху виконаним і у своєму виступі на другому з'їзді НРУ 25 жовтня 1991 року закликав до розпуску цієї громадсько-політичної організації. Втім, свою думку він швидко змінив. Із березня 1992-го — співголова (разом з Михайлом Горинем та Іваном Драчем), а з 4 грудня 1992 року — незмінний голова Народного Руху України.

### Народний депутат
Весною 1990 року В'ячеслав Чорновіл переміг на виборах до Верховної Ради й Львівської облради. Опісля — обрання головою обласної ради. До ініціатив Львівщини приєдналися Тернопільська й Івано-Франківська області, урочисто була проголошена Галицька Асамблея.
У Верховній Раді на противагу комуністичній «групі 239» утворюється демократична Народна Рада, в якій Чорновіл стає лідером радикального крила. Перебуваючи в меншості, Народна Рада таки добивається в липні 1990-го проголошення Декларації про державний суверенітет, а в серпні 1991-го після невдалого путчу — Акта Незалежності України й заборони Компартії.

## Політична діяльність

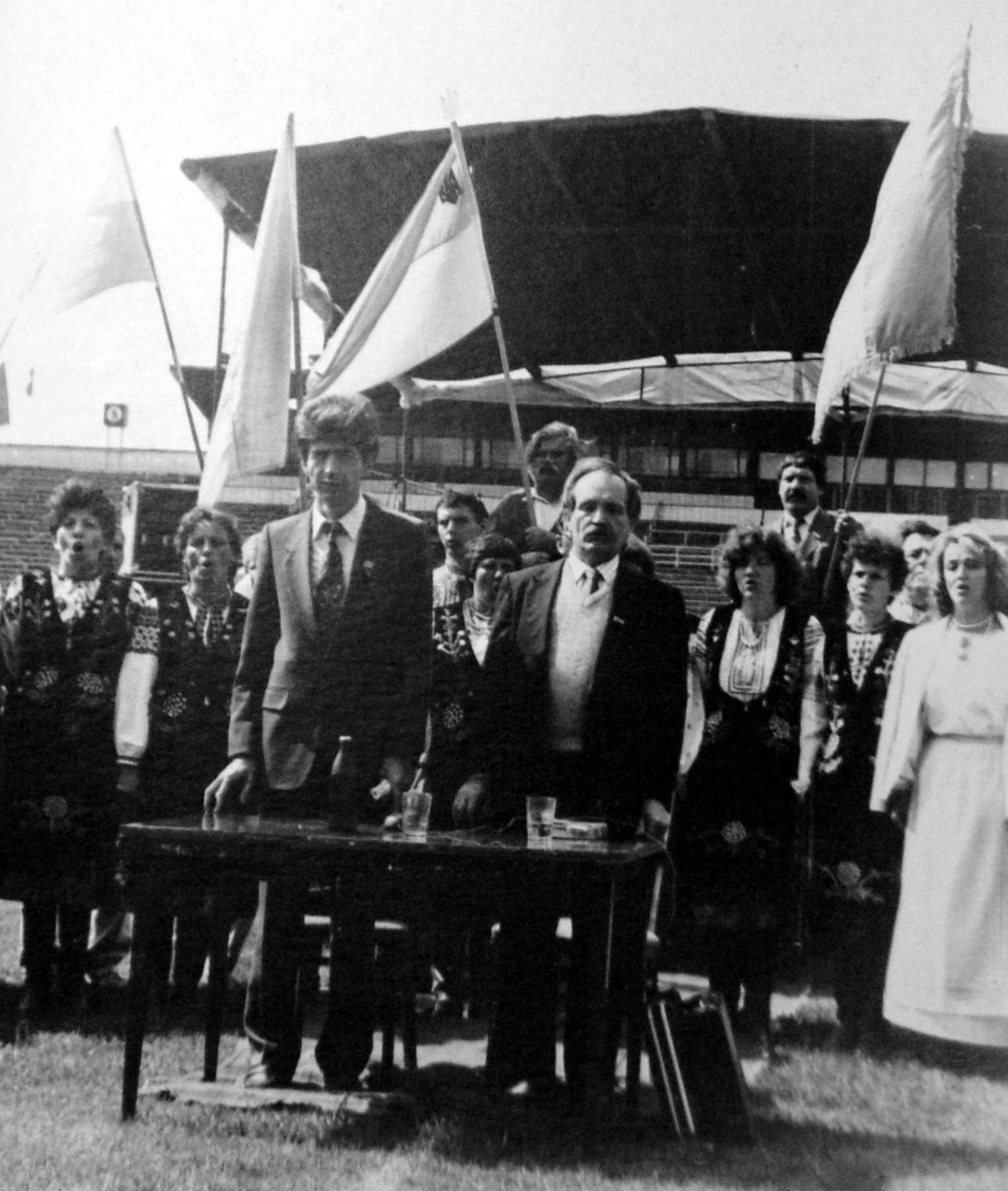
На мітингу, 1990 р.

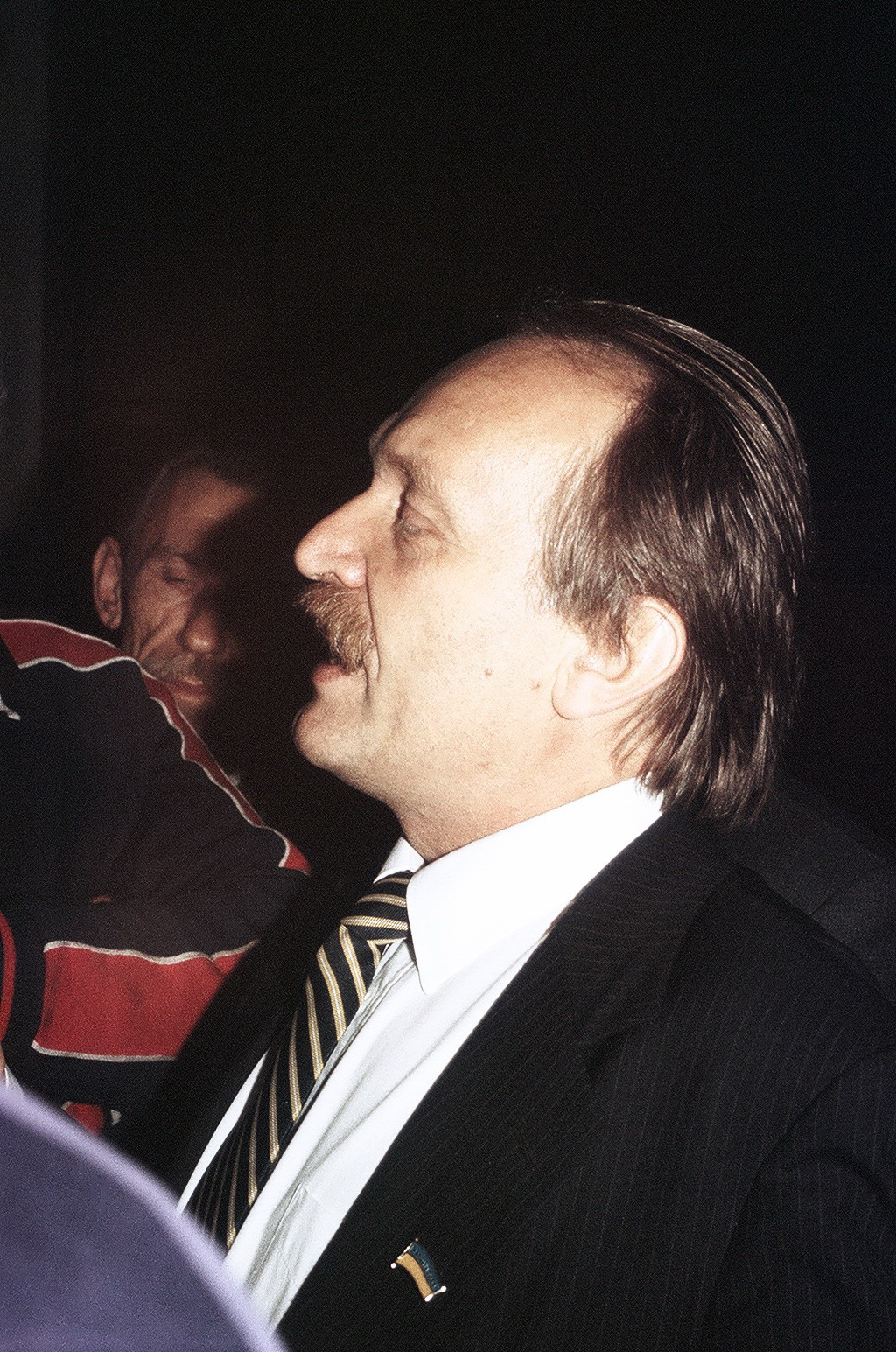
Донбас, 1990-ті роки.

### Парламентська діяльність
- 30 березня 1990 року обраний народним депутатом України.
- У березні 1994 року вдруге обраний народним депутатом України.
- 29 березня 1998 року втретє обраний депутатом Верховної Ради.
- З 1995 року був членом української делегації в ПАРЄ.

### Голова Львівської облради
У квітні 1990 року обраний головою Львівської обласної ради.
Після обрання 1 грудня 1991 року Президента України відбулося реформування місцевих органів влади — з 5 березня 1992 року обласні голови трансформувалися в представників Президента України в областях, склавши мандат депутата. В'ячеслав Чорновіл вважав недопустимим ставати чиновником на послугах у свого політичного опонента, й 13 березня повідомив про відставку з голови Львівської обласної ради, повністю зосередившись на роботі у Верховній Раді й Народному Русі України.

### Кандидат у Президенти
1991 року В'ячеслав Чорновіл був кандидатом у Президенти України (2 місце, 7 420 727 голосів або 23,27 %). Кандидатуру В'ячеслава Чорновола більшістю підтримали лише 3 області Галичини: 75,86 % на Львівщині, 67,1 % на Франківщині та 57,45 % на Тернопільщині. Чималу підтримку також отримав на Буковині та Волині.
14 жовтня 1991 року на Великій козацькій раді В'ячеслава Чорновола обрано Гетьманом українського козацтва. 21 червня 1992 року він скликає Переяславську раду, де розриває Переяславську угоду з Росією 1654 року.

### Лідер Народного Руху

Пам'ятник В'ячеславу Чорноволу у Львові. Скульптор Іван Самотос. Відкрито 28 грудня 2002 року

Барельєф у місті Тернопіль, бульвар Т. Шевченка

З квітня 1992 року — на постійній роботі в парламенті України. Народний депутат України двох наступних скликань — 1994 і 1998 років. Керівник депутатської фракції Народного Руху України.
На виборах президента України 1994 року В'ячеслав Чорновіл закликав однопартійців підтримати Володимира Ланового, якого поважав як видатного економіста, завдяки чому той посів у першому турі 4 місце у рейтингу.
З 1995 року член української делегації в Парламентській Асамблеї Ради Європи. Шеф-редактор незалежної громадсько-політичної газети «Час-Time»,
(з січня 1995 до травня 1998) і «Час» (з жовтня 1998 до березня 1999).
На парламентських виборах 1998 року очолюваний ним Народний Рух України займає друге місце, набравши 9,4 % голосів, поступившись лише комуністам.
Частина керівництва Руху на чолі з Юрієм Костенком виступила проти В'ячеслава Чорновола. Розпочали зі зняття Чорновола з голови фракції Руху. Ось як згадує ті події Ярослав Кендзьор, тодішній депутат-рухівець, давній друг Чорновола та його постійний соратник:
Так, це сталося 19 лютого 1999 року. Володимир Черняк вийшов на трибуну, зачитав вердикт про недовіру й усунення Чорновола з посади голови парламентської фракції Руху. Називав поіменно вершителів цього акта — чітко, голосно, повільно. Було видно, що він дістає неймовірну насолоду від приниження людини, якій раніше і слова поперек боявся сказати. «Червона» частина депутатів, аплодуючи, стояла і вигукувала в більшовицькому екстазі: «Руховцы, молодцы!!! Давно бы так!» А він сидів, не опускаючи голови, і дивився просто у вічі Чернякові. Мені здавалося, ще трохи, і комуністи закричать: «Розіп'яти його!» У мене, власне, і було таке відчуття, ніби людину розпинають, мов останнього злочинця.
Тридцять однопартійців із 48-ми. Багато молодих, хто потрапив до парламенту завдяки авторитету Чорновола, «примазавшись» до його імені, — той же Юрій Костенко, В'ячеслав Кириленко. Відомі Іван Драч, Дмитро Павличко, які, по суті, й не були справжніми «рухівцями». А ще Ігор Юхновський, Роман Зварич, Іван Заєць, Ігор Тарасюк… Найболісніше, коли з тобою чинять так люди, котрим ти довіряєш.
Далі 28 лютого угрупування Костенка організувало зібрання, оголошене ними «десятим з'їздом», і проголосили Юрія Костенка «головою НРУ».
13 крайових організацій Руху ініціювали другий етап дев'ятого з'їзду, який відбувся 7 березня 1999 року у Києві, розглянув внутрішньопартійну ситуацію та визначив політику Руху на виборах 1999 року. З'їзд підтвердив повноваження В'ячеслава Чорновола як Голови Руху та нівелював розкольницькі наміри Костенка.
Цей конфлікт, як стверджував син Тарас, став тяжкою моральною травмою для Чорновола.
Не сумніваюся, що цим публічним катуванням мого батька свідомо намагались довести до інфаркту, знаючи, що він вже мав два раніше. З ним і справді стався серцевий напад, довелося лягти до лікарні. На щастя, все обійшлося. Скоро він повернувся сповненим сили і рішучості. Щоправда, цілком сивим — за одну ніч волосся срібним зробилося… Але не втрачав оптимізму, бо зберіг команду з 18-ти чоловік. Почав їздити в регіони з виступами, адже збирався формувати іншу власну політичну силу. І вже тоді його довелося знищити фізично.
Тарас Чорновіл

## Загибель

Кенотаф на місці загибелі

25 березня 1999 року В'ячеслав Чорновіл загинув за нез'ясованих обставин в автокатастрофі на шосе під Борисполем. Трагедія сталася на 5-му кілометрі автотраси Бориспіль — Золотоноша. Автомобіль Чорновола врізався в «КамАЗ» з причепом, який розвертався посеред шосе. В'ячеслав Чорновіл і його водій Євген Павлов загинули на місці, прессекретар лідера НРУ Дмитро Понамарчук був госпіталізований з важкими травмами. Самі обставини дуже загадкові: видимість того дня була нормальна, отже водій Чорновола повинен був побачити вантажівку, що стояла посеред дороги. Координати 5-го кілометра автотраси «Бориспіль — Золотоноша», де сталося ДТП: 50°18′2″ пн. ш. 30°59′32″ сх. д. / 50.30056° пн. ш. 30.99222° сх. д.
Вже наступного ранку, не дочекавшись висновків експертів, керівник МВС Юрій Кравченко заявив, що це — нещасний випадок, і іншої версії слідство не розглядатиме. Перший свідок трагедії — один з лідерів Руху, майбутній кандидат у Президенти Геннадій Удовенко теж наголошував на нещасному випадку.
Пізніше внаслідок серцевого нападу помер один з трьох пасажирів «КамАЗу». Дуже дивно склалася доля у Володимира Куделі, водія КамАЗу, який за даними слідства був за кермом під час аварії. Несподівано він, не відбуваючи покарання, був амністований. МВС розповсюдило серед медіа чутки, що він нібито помер від серцевого нападу. Насправді ж — це виявилося стандартною спецоперацією прикриття, бо Куделя живий й здоровий, щоправда, змінив місце проживання.
Соратники В'ячеслава Чорновола та його син Тарас Чорновіл, патріотично налаштована громадськість вважають його загибель політичним убивством напередодні майбутніх президентських виборів.
Колишній заступник генпрокурора Микола Голомша заявив, що Чорновола добили, ймовірно, кількома ударами кастета. Він же наголосив на фальсифікацію протоколу огляду місця ДТП, відсутність огляду тіла паталогоанатомом, наявність слідів важких металів на кістках.

### Похорон

Похорон В'ячеслава Чорновола у Києві на Володимирській вулиці 29 березня 1999 р.

Похорон В'ячеслава Чорновола став однією з наймасовіших акцій часів Незалежності — за різними оцінками у процесії взяли участь 150—250 тисяч людей. Це також наймасовіший похорон в Україні. Тільки мізерна частина охочих могла попрощатися зі В'ячеславом Максимовичем, труну з тілом якого було виставлено в Київському будинку вчителя (колишня резиденція Центральної Ради). Черга охочих тягнулася аж до Хрещатика. Не обійшлося й без висловлення обурення, коли церемонію прощання порушили перші особи держави — Президент, Прем'єр-Міністр, спікер Верховної Ради, котрі могли б висловити свою шану покійному заздалегідь.
Труну з тілом від Будинку вчителя до Володимирського собору несли на руках. Панахиду відслужив Патріарх всієї України-Руси Філарет. Після цього сумна процесія рушила до пам'ятника Тарасові Шевченкові, і вже звідти на Байкове кладовище. За труною рухалася жалобна процесія протяжністю до півтора кілометра. Сотні тисяч людей стояли щільними шпалерами вздовж усього шляху. На територію кладовища потрапило обмежене коло осіб, де й відбулося останнє прощання. Серед промовців були політичні й громадські діячі України та представники закордонних делегацій. Поховали В'ячеслава Чорновола на центральній алеї. На могилі спочатку було встановлено справжній козацький хрест. Пізніше встановлено нинішній пам'ятник.

### Розслідування
- 22 березня 2011 року генпрокуратура передала на додаткове розслідування до столичного главку міліції кримінальну справу, порушену за фактом загибелі в ДТП колишнього лідера Народного руху України В'ячеслава Чорновола[15]. Одночасно Тарас Чорновіл вважає, що розслідування справи про загибель його батька має залишатися у веденні Генпрокуратури[5].
- 2 червня 2011 року прокуратура Києва підтвердила інформацію про ексгумацію тіла В'ячеслава Чорновола. При цьому за словами сестри Чорновола Валентини, її не попередили та не сповістили про ексгумацію[16].
- 21 січня 2014 року Бориспільський міськрайонний суд закрив справу про загибель В'ячеслава Чорновола, визнавши аварію нещасним випадком, проте вже у квітні розслідування було поновлено[17].
- 31 січня 2017 року в рамках розслідування було призначено комплексну судово-медичну, медико-криміналістичну та автотехнічну експертизу[17].
- Експертиза, що тривала до 29 жовтня 2018, постановила, що В'ячеслав Чорновіл загинув унаслідок ДТП[18].
- У вересні 2022 року у ЗМІ з'явилось інтерв'ю ексзаступника генпрокурора Миколи Голомші, який висловив припущення, базоване на свідченнях паталогоанатома та посмертних досліджень, що ДТП була не випадкова, а травмованого Чорновола та його водія було добито кастетом.[14][13]

## Зібрання творів
Автор: В'ячеслав Чорновіл. Український політик, публіцист, літературний критик, діяч руху опору проти зросійщення, політв'язень СРСР // chtyvo.org.ua
Вячеслав Чорновіл. Твори. У 10 томах — голова редколегії Атена Пашко; Міжнародний благодійний фонд Вячеслава Чорновола. — К. : Смолоскип, 2002. — ISBN 966-7332-87-X.
- Т. 1. Літературознавство. Критика. Журналістика / Упоряд. Валентина Чорновіл. Передм. В. Яременка, М. Коцюбинської. — К.: Смолоскип, 2002, — 640 с.: іл.;
- Т. 2. «Правосуддя чи рецидиви терору?». «Лихо з розуму». Матеріали та документи 1966—1969 рр. / Упоряд. Валентина Чорновіл. Передм. Лесь Танюк. — К.: Смолоскип, 2003, — 906 с.: іл.;
- Т. 3. («Український вісник», 1970-72) / Упоряд. Валентина Чорновіл. Передм. М. Косів. — К.: Смолоскип, 2006, — 976 с.: іл.;
- Т. 4. — Кн. 1. Листи / Упоряд. М.Коцюбинська, В.Чорновіл. Передм. М.Коцюбинська. — К.: Смолоскип, 2005, — 990 с.: іл.;
- Т. 4. — Кн. 2. Листи / Упоряд. М.Коцюбинська, В.Чорновіл. Передм. М.Коцюбинська. — К.: Смолоскип, 2005, — 1068 с.: іл.;
- Т. 5. Публіцистика, документи, матеріали «Справи № 196» (1970—1984) / Упоряд. Валентина Чорновіл. — К.: Смолоскип, 2007. — 912 с.;
- Т. 6. Документи та матеріали (Листопад 1985 — квітень 1990) / Упоряд. Валентина Чорновіл. — К.: Смолоскип, 2009. — 1052 с.: іл.;
- Т. 7. Статті, виступи, інтерв΄ю (березень 1990 — грудень 1992) / Упоряд. Валентина Чорновіл. — К.: Смолоскип, 2011. — 1080 с.: іл.;

Том 7: Статті, виступи, інтерв'ю (березень 1990 — грудень 1992) / упорядкування та коментарі Валентини Чорновіл. — 2011. — 1079 с. : фотогр. — ISBN 978-966-2164-27-5
- Т. 8. Статті, виступи, інтерв΄ю (березень 1993 — грудень 1995) / Упоряд. Валентина Чорновіл. — К.: Смолоскип, 2012. — 1088 с.: іл.;
- Т. 9. Статті, виступи, інтерв΄ю (січень 1996 — грудень 1997) / Упоряд. Валентина Чорновіл. — К.: Смолоскип, 2014. — 1008 с.: іл.;
- Т. 10. Статті, виступи, інтерв΄ю (січень 1998 — березень 1999) / Упоряд. Валентина Чорновіл. — К.: Смолоскип, 2015. — 680 с.: іл.;

Окупанти знищили архів В'ячеслава Чорновола у Бучі // Ольга Денисяка, Львівський портал, 20 Квітня 2022, 09:30

## Нагороди та премії
- Лауреат Міжнародної журналістської премії імені Ніколаса Томаліна (1975).
- Лауреат Державної премії України імені Тараса Шевченка (1996) — за збірки «Правосуддя чи рецидиви терору?», «Лихо з розуму», книгу «Хроніка таборових буднів», публіцистичні виступи в пресі[19]. Премію присуджено у тому числі за твори, раніше інкриміновані як антирадянські.
- Нагороджений орденом князя Ярослава Мудрого V ступеня (1997)[20].
- Надано звання Герой України з відзначенням орденом Держави (2000) (посмертно) — за визначний особистий внесок у національне відродження України, послідовне відстоювання ідеї побудови незалежної Української держави, активну громадську і політичну діяльність[21].

## Фото

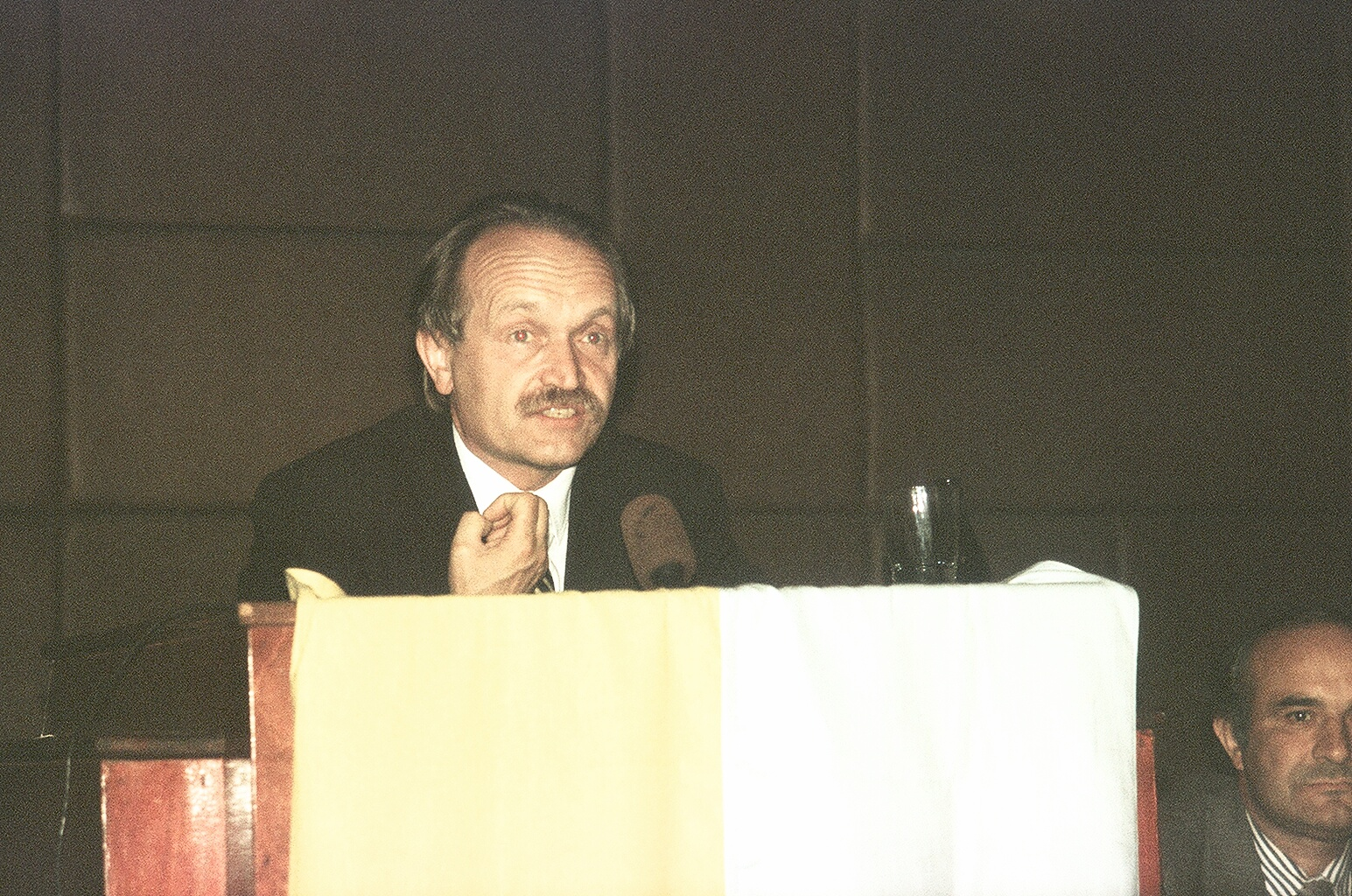
В'ячеслав Чорновіл виступає на шахті імені Поченкова, Макіївка. 1990-ті роки
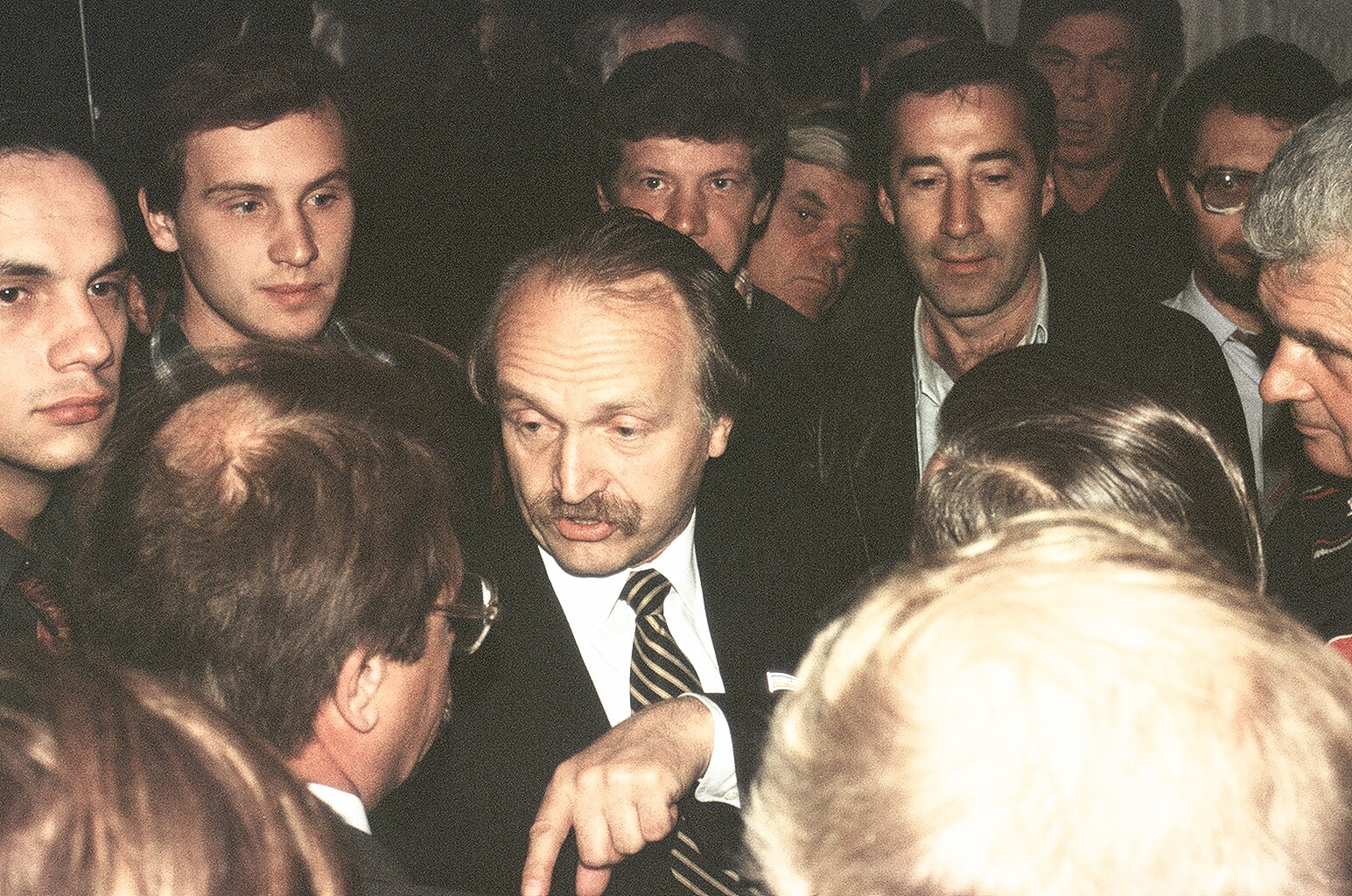
Розмова з учасниками зустрічі на шахті імені Поченкова

## Вшанування пам'яті
Вулиці, названі на честь В'ячеслава Чорновола є в таких містах: Київ, Бровари,  Харків, Полтава, Чернігів, Івано-Франківськ, Коломия, Калуш, Одеса, Васильків, Вінниця, Черкаси, Тернопіль, Бердичів, Кропивницький, Луцьк, Миколаїв, Рівне, Сарни, Житомир, Суми, Ковель, Дрогобич, Острог, Нетішин, Червоноград, Вишневе, Золочів та ін. У Львові та Стрию існує проспект В'ячеслава Чорновола. У Херсоні, Трускавці, Нововолинську та в Ківерцях — площа В'ячеслава Чорновола. У місті Вільнянськ є провулок В'ячеслава Чорновола. У місті Дніпро є бульвар та вулиця В'ячеслава Чорновола.
Ім'я В'ячеслава Максимовича Чорновола присвоєно:
- Єрківській загальноосвітній школі І—III ступенів Катеринопільського району Черкаської области (2012);
- Львівському державному інститутові новітніх технологій та управління;
- Галицькому коледжу;
- Радомишльській ЗОШ І—III ст. № 5;
- Київській ЗОШ І—III ст. № 235;
- Львівській ЗОШ І—III ст. № 46;
- Дніпровській ЗОШ І—III ст. № 147;
- Хмельницькій ЗОШ I-III ст. № 18;
- Шешорській гімназії Косівського району Івано-Франківської області (2013);
- навчальній авдиторії № 23 Навчально-наукового інституту журналістики КНУ імені Тараса Шевченка (2021; авдиторію оформлено світлинами В. М. Чорновола різних років, при вході до неї того ж року відкрито бронзову меморіальну дошку-барельєф).

У 2003 році засновано премію його імені за найкращу публіцистичну роботу в галузі журналістики, присуджується щороку з 2004 року.
Львівська обласна рада проголосила 2017-й рік з нагоди 80-річчя від дня народження видатного українського політика, голови Львівської обласної ради першого демократичного скликання, Героя України — роком В'ячеслава Чорновола.
В селі Вільхівець Звенигородського району Черкаської області засновано Музей-садибу Героя України В.М. Чорновола.
Відкрито кабінет-музей В'ячеслава Чорновола, існує Фонд В'ячеслава Чорновола, з якими співпрацює сестра Валентина Чорновіл, філолог, яка упорядковує братову спадщину. Частину експонатів пам'яті В'ячеслава Чорновола представлено у Музеї шістдесятництва.
Перший пам'ятник В'ячеславу Чорноволу відкрито 22 грудня 2002 року в місті Золочеві.
Встановлено таблицю-барельєф на будинкові бібліотеки Житомирського державного університету імені Івана Франка, що на вулиці Чорновола, в Житомирі.
Меморіальна таблиця на будівлі центрального офісу Народного руху України (вул. Олеся Гончара, 33), відкрита 21 січня 2017 року.
Меморіальну таблицю було встановлено у Запоріжжі 24 березня 2018 року на будівлі кінотеатру «Байда», де В'ячеслав Чорновіл у 1999 році брав участь в установчій конференції обласного Руху та зустрічався з запоріжцями.
Олександр Положинський та гурт «Тартак» присвятили йому куплет пісні «Мене вже немає».
29 грудня 2020 року 76-му окремому полку зв'язку радіотехнічного забезпечення Повітряних Сил ЗС України присвоєно почесне найменування «імені В'ячеслава Чорновола».
У межах проєкту #ПлакатиЩобНеЗабувати була створена підбірка плакатів із висловлюваннями В'ячеслава Чорновола та його світлинами.
25 квітня 2024 року у місті Дергачі на Харківщині в’їзд Чайковського перейменували на в’їзд В'ячеслава Чорновола.
11 серпня 2024 року в с. Мамаївцях на Чернівеччині вулицю Дружби Народів перейменовано на честь В'ячеслава Чорновола.

## Світлини

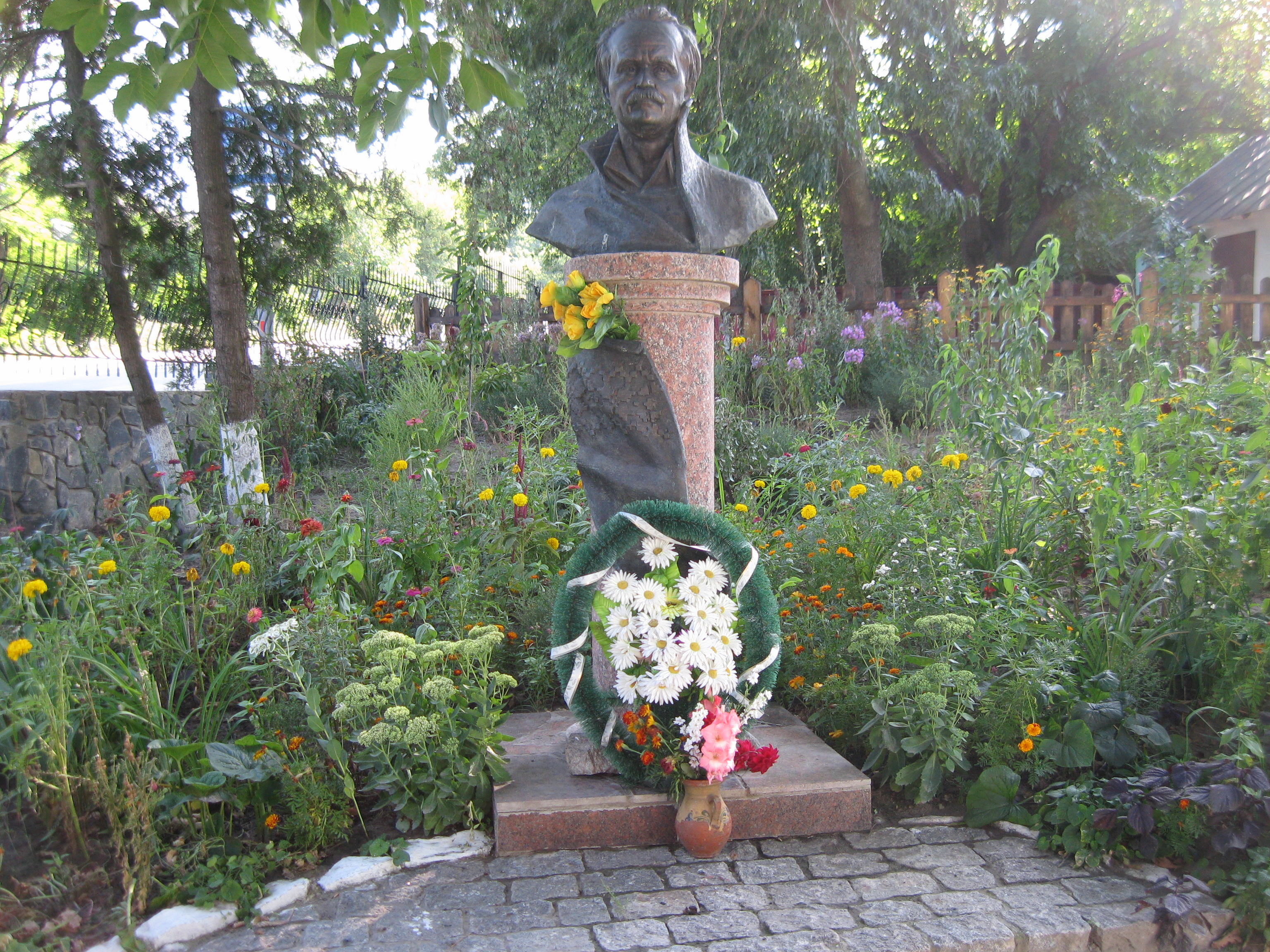
Погруддя в садибі-музеї на батьківщині
Пам'ятник на могилі В'ячеслава Чорновола на Байковому кладовищі в Києві
Пам'ятник у Києві
Погруддя в Івано-Франківську
Монумент у місті Миколаїв
Пам'ятник у Хмельницькому
Погруддя в Дрогобичі перед приміщенням центральної бібліотеки для дорослих імені В'ячеслава Чорновола
Вулиця Панаса Мирного (Київ) — тут до 1999 р. мешкав В'ячеслав Чорновіл
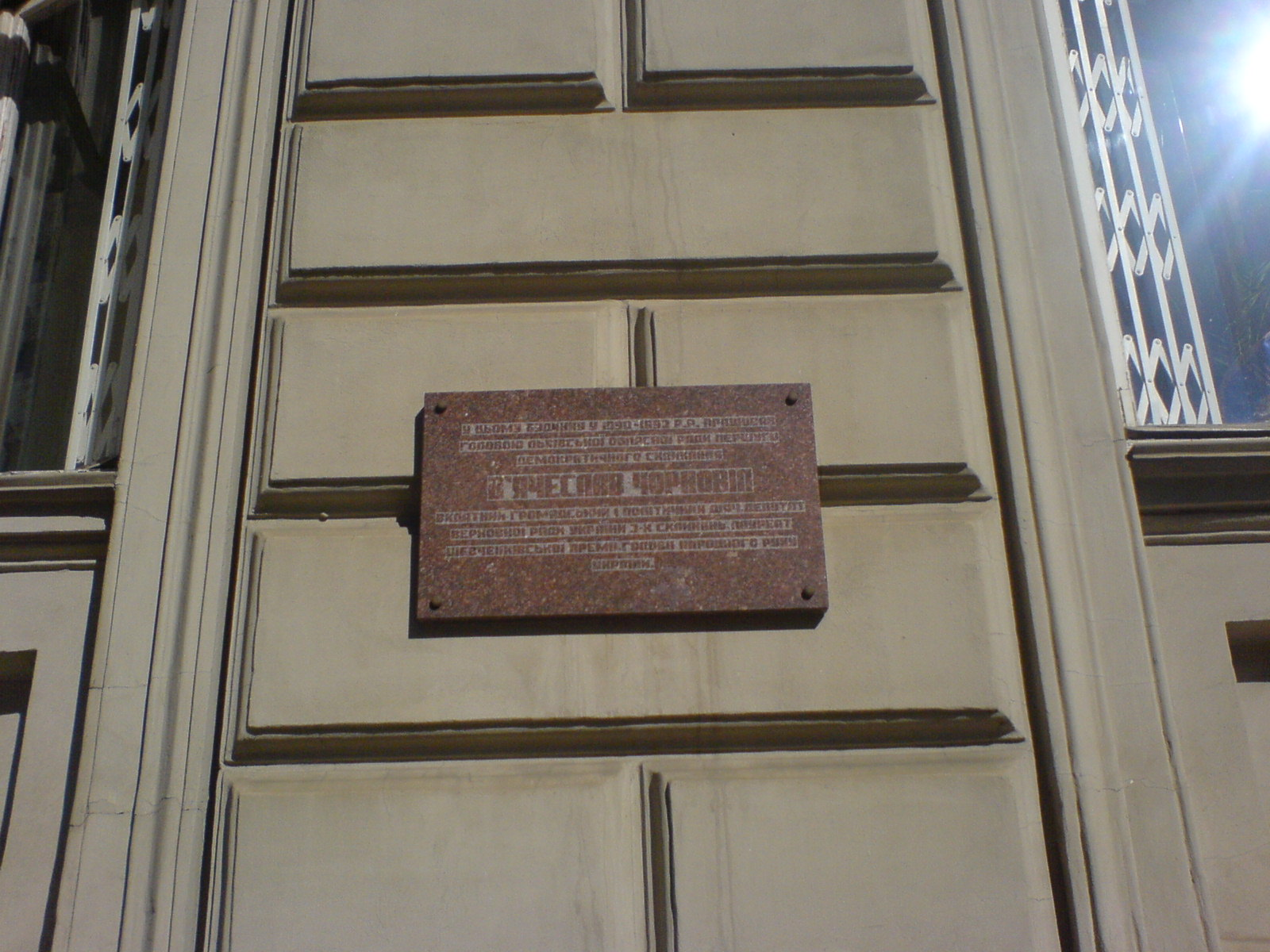
Меморіальна дошка на стіні будинку обласної ради міста Львів
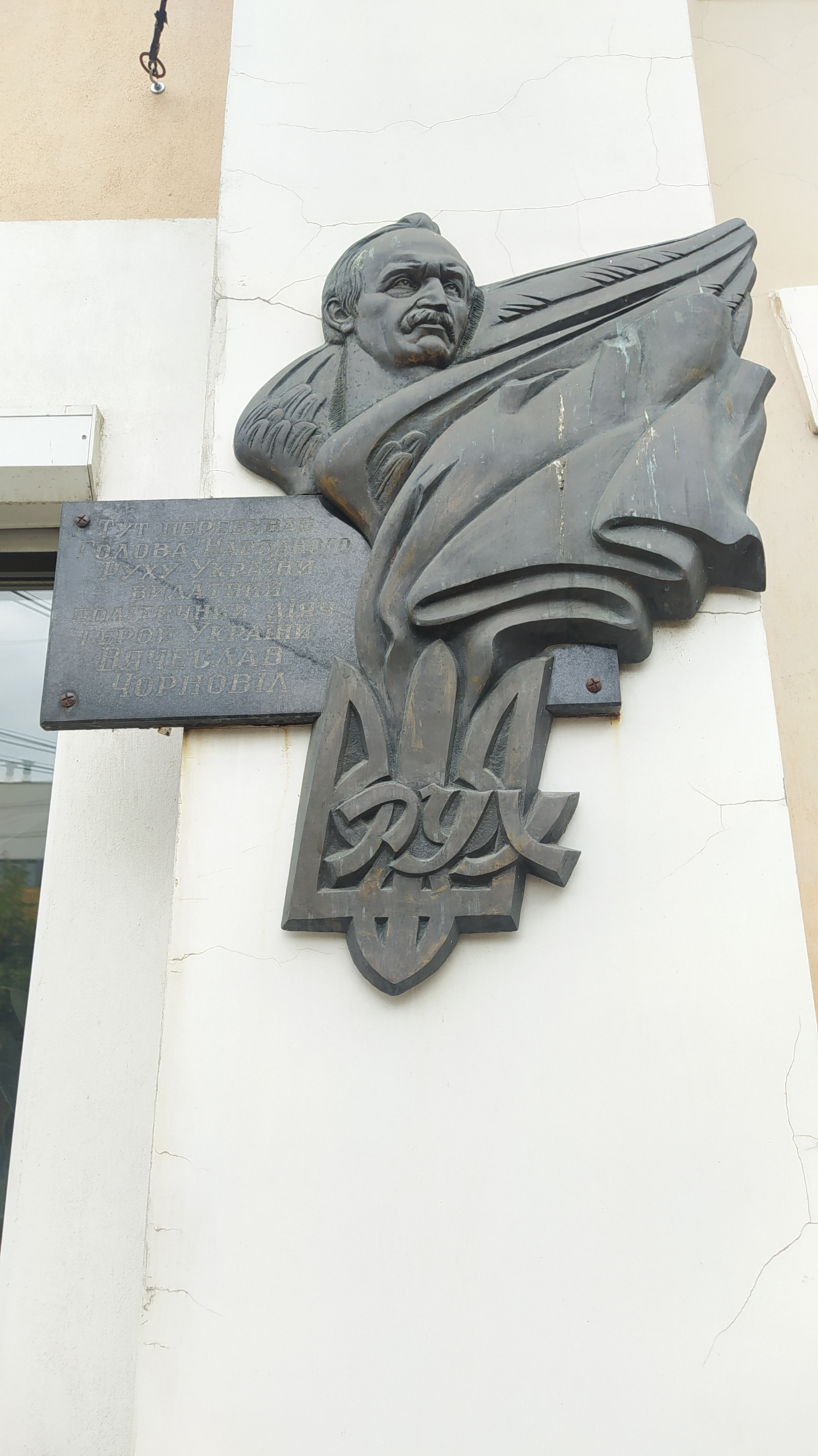
Меморіальна дошка в Білій Церкві
Анотаційна дошка на вулиці В. Чорновола в Житомирі
Меморіальна дошка при вході до авдиторії імені В. М. Чорновола в приміщенні КНУ імені Тараса Шевченка на вул. Ю. Іллєнка, 36/1 (відкрита 2021)
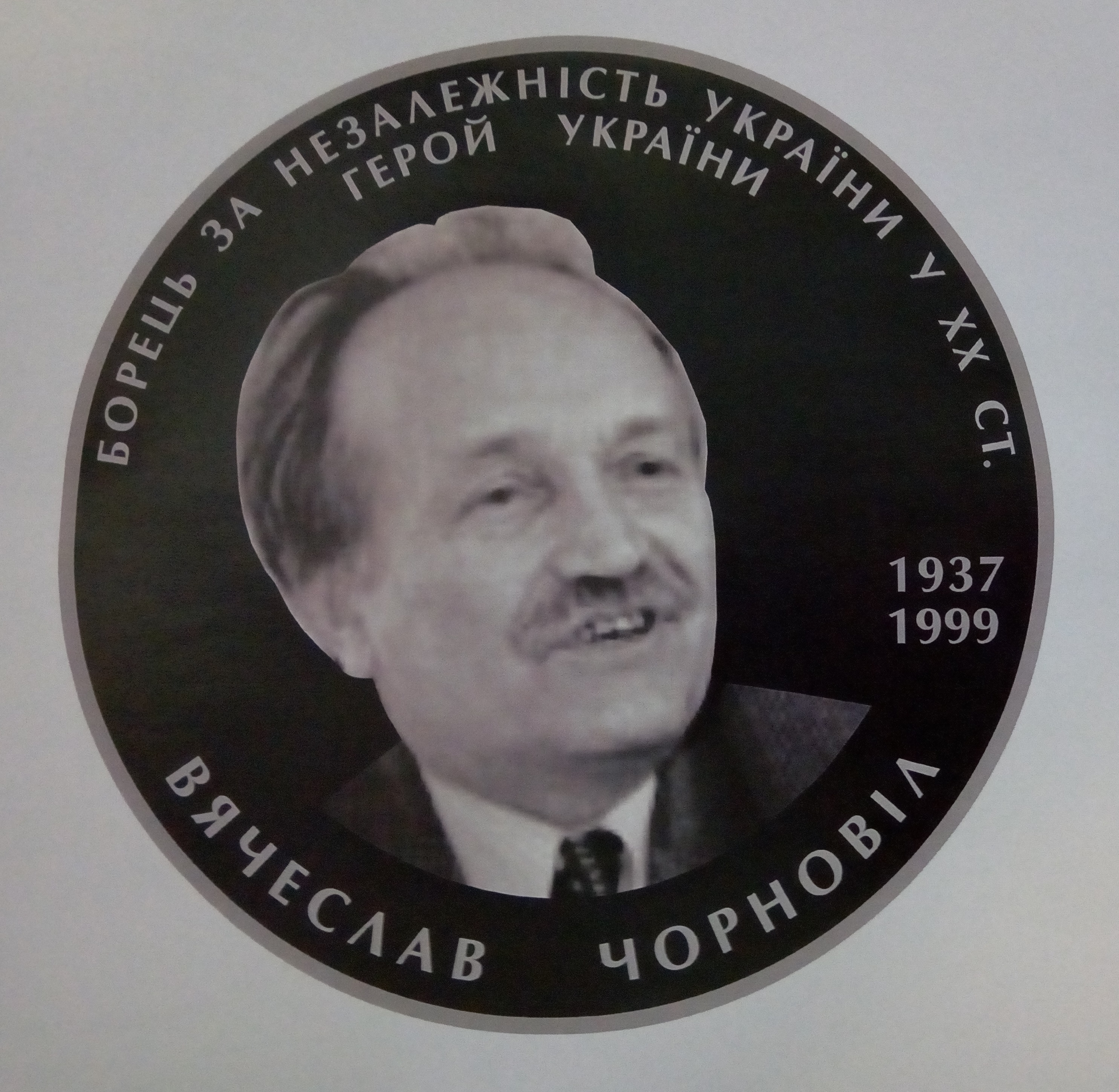
Пам'ятний знак, випущений до 30-річчя Народного руху України
Меморіальна дошка на будинку Палацу культури у м.Вільнянську, Запорізька область де 6 лютого 1999 виступав В'ячеслав Чорновіл.